# برترام والاس
برترام والاس (بالإنجليزية: Bertram Wallace)‏ (1 يناير 1880 في المملكة المتحدة - ) هو لاعب كرة قدم بريطاني (وحمل سابقاً جنسية المملكة المتحدة لبريطانيا العظمى وأيرلندا) في مركز الهجوم. لعب مع ستوك سيتي.